# 选任
選任，是南京國民政府文官制的一種，是位階最高的政務官，相當於現今的特任官。

## 官職對照

### 政務官
1928年10月3月中执委常委会第172次会议通过《训政纲领》，同日以国民政府第565号训令公布《中华民国国民政府组织法》，规定：国民政府主席、国民政府委员、五院正副院长“由国民党中央执行委员会选任”，实际上由中央政治会议任命。